# Szpital im. prof. M. Weissa

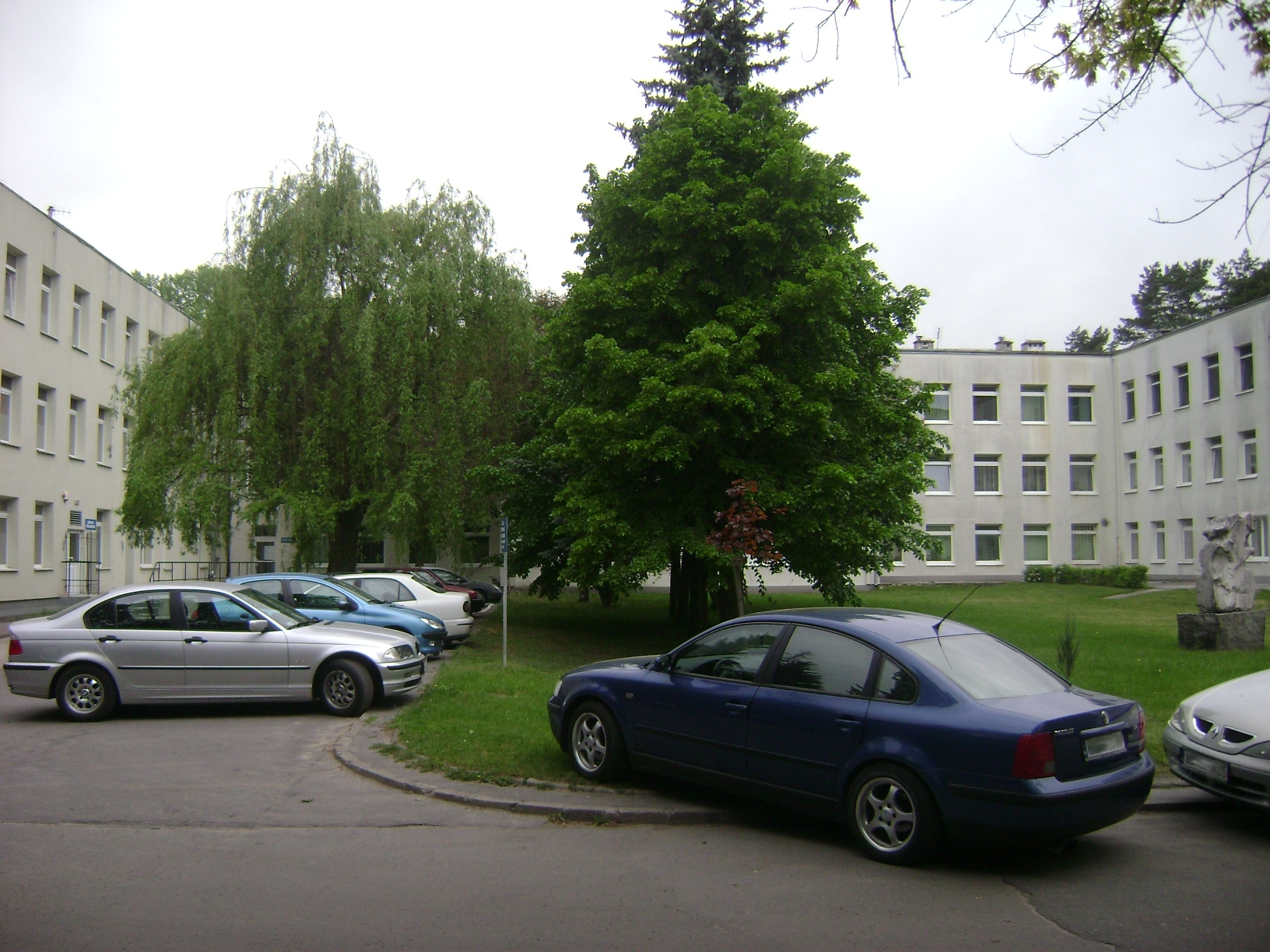
Budynek szpitala

Szpital im. prof. M. Weissa, Centrum Rehabilitacji im. prof. Mariana Weissa SPZOZ „STOCER” – szpital w Konstancinie-Jeziornie, specjalizujący się w leczeniu operacyjnym i rehabilitacji urazów i schorzeń kręgosłupa, narządu ruchu, wad postawy i wad rozwojowych.
Placówka powstała po II wojnie światowej z potrzeby leczenia ofiar wojny wymagających opieki ortopedów i rehabilitantów, zwłaszcza po amputacjach, w przedwojennej zabudowanie szpitalnej i mieszkalnej znajdującej się tutaj uprzednio.
W latach 1954–1998 funkcjonowała pod nazwą Stołeczne Centrum Rehabilitacji (STOCER).

## Historia
Pierwszych pacjentów przywieziono do budynków na terenie Konstancina-Jeziorny ze spalonego w powstaniu warszawskim szpitala Św. Ducha w Warszawie. W 1946 r., hospitalizowano ok. 100 dorosłych i dzieci. W latach 1959–1963, wybudowano nowe obiekty szpitalne, przystosowane do leczenia kompleksowego.
Powstały nowe oddziały, baseny, sale terapeutyczne, sale gimnastyczne, nowoczesny blok operacyjny, pracownie i laboratoria oraz dział terapii zajęciowej. Obecnie przeprowadza się restrukturyzację szpitala, modernizując istniejące budynki i wyposażając w najnowszy sprzęt medyczny oddziały szpitalne i blok operacyjny.

## Dyrektorzy Centrum

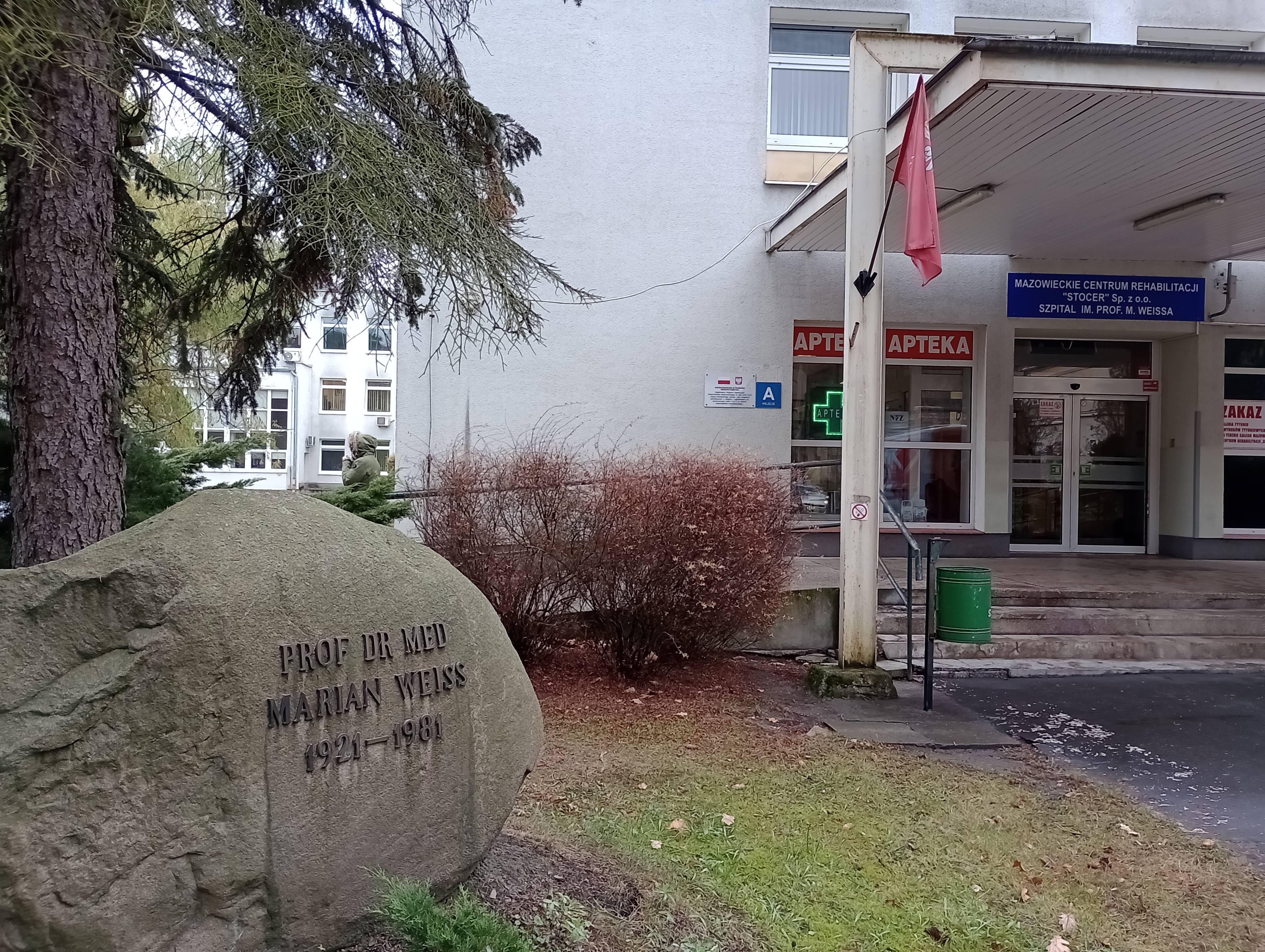
Pamiątkowy głaz poświęcony profesorowi Marianowi Weissowi

- prof. Marian Weiss, 1 sierpnia 1953 – 17 lipca 1981
- prof. Jan Haftek, 1 lipca 1982 – 31 października 1991
- prof. Jerzy Kiwerski, 4 listopada 1991 – 31 lipca 1998
- dr n. med. Janusz Garlicki, 1 sierpnia 1998 – 15 maja 2003
- mgr Waldemar Rybak, 23 maja 2003 – 17 października 2003
- dr n.med. Paweł Baranowski, 27 stycznia 2004

## Oddziały szpitalne
- Izba Przyjęć i Ambulatorium

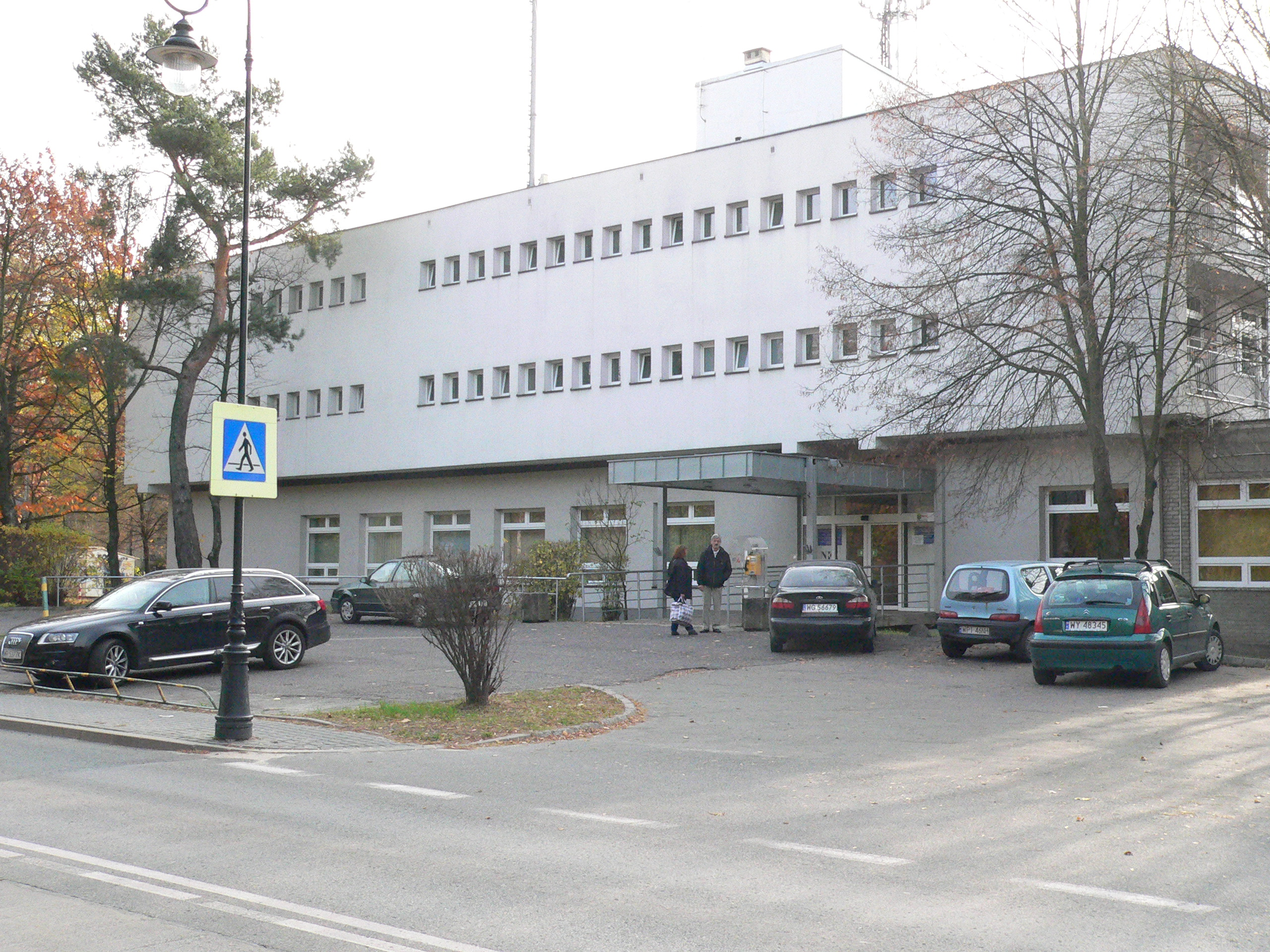
Centrum Rehabilitacji STOCER – oddział dziecięcy przy ul. Długiej, Konstancin-Jeziorna

- Oddział Rehabilitacji i Leczenia Infekcyjnych Schorzeń Narządu Ruchu
- Oddział Rehabilitacji Schorzeń Kręgosłupa i Narządu Ruchu
- Oddział Rekonstrukcji Ortopedycznej i Opieki Pooperacyjnej
- Oddział Intensywnej Terapii
- Oddział Neuroortopedii
- Oddział Rehabilitacji i Leczenia Schorzeń Narządu Ruchu
- Oddział Urazowo-Ortopedyczny
- Oddział Ortopedyczno-Rehabilitacyjny Dzieci i Młodzieży
- Oddział Zaburzeń Postawy i Skolioz
- Oddział Rehabilitacji Kompleksowej Dzieci i Młodzieży
- Ośrodek Rehabilitacji Społecznej
- Laboratorium
- Zakład Rehabilitacji i Przyrodolecznictwa
- Zakład Diagnostyki Obrazowej
- Apteka Zakładowa

## Przychodnia specjalistyczna
- Poradnia urazowo-ortopedyczna
- Poradnia neuroortopedyczna
- Poradnia rehabilitacyjna narządu ruchu
- Poradnia psychologiczna
- Poradnia rehabilitacyjno-ortopedyczna dla dzieci i młodzieży
- Poradnia neurologiczna dla dzieci
- Poradnia preluksacyjna
- Poradnia wad postawy
- Poradnia zaburzeń i wad rozwojowych
- Poradnia urologiczna
- Poradnia leczenia bólu